# Diplacus calycinus
Diplacus calycinus är en gyckelblomsväxtart som beskrevs av Alice Eastwood. Diplacus calycinus ingår i släktet Diplacus och familjen gyckelblomsväxter. Inga underarter finns listade i Catalogue of Life.